# Christisonia keralensis
Christisonia keralensis là loài thực vật có hoa thuộc họ Cỏ chổi. Loài này được Brady mô tả khoa học đầu tiên năm 1967.